# Haltepunkt Köln Steinstraße

Der Haltepunkt Köln Steinstraße ist ein Haltepunkt der DB InfraGO, gelegen an der gleichnamigen Straße im Kölner Stadtbezirk Porz.

## Geschichte
Die Bedienung des Haltepunkts Steinstraße wurde zum Fahrplanwechsel am 14. Dezember 2003 gleichzeitig mit der Auflassung des Haltepunkts Porz-Gremberghoven aufgenommen.

## Aufbau
Der Bahnsteig ist auf den S-Bahn-Verkehr ausgelegt, so wurde er mit einer Nettobaulänge von 160 Metern und einer Bahnsteighöhe von 96 cm errichtet, die Halte von Doppeltraktionen der bei der S-Bahn Köln eingesetzten DB-Baureihe 423 sowie einen stufenfreien Einstieg in diese Fahrzeuge ermöglicht.
Am Haltepunkt befindet sich eine Bike-and-Ride-Anlage.

## Linien
Der Haltepunkt Köln Steinstraße wird von folgender Linie der S-Bahn Köln bedient:

### S-Bahn
| Linie | Verlauf | Takt                                      |
| ----- | --- | ----------------------------------------- |
| S 12  | Horrem – Frechen-Königsdorf – Köln-Weiden West – Köln-Lövenich – Köln-Müngersdorf Technologiepark – Köln-Ehrenfeld – Köln Hansaring – Köln Hbf – Köln Messe/Deutz – Köln Trimbornstraße – Köln Airport Businesspark – Köln Steinstraße – Porz (Rhein) – Porz-Wahn – Spich – Troisdorf – Siegburg/Bonn – Hennef (Sieg) – Hennef Im Siegbogen – Blankenberg (Sieg) – Merten (Sieg) – Eitorf – Herchen – Dattenfeld (Sieg) – Schladern (Sieg) – Rosbach (Sieg) – Au (Sieg) Stand: Fahrplanwechsel Dezember 2023 | 20 min (Horrem–Hennef) 60 min (Hennef–Au) |

### Stadtverkehr
Durch die Kölner Verkehrsbetriebe wird er zudem durch die Stadtbuslinien 152, 154 und 165 sowie die ca. 500 Meter entfernt Stadtbahnlinie 7 an der Haltestelle Porz Steinstraße bedient.